# Herzegovina

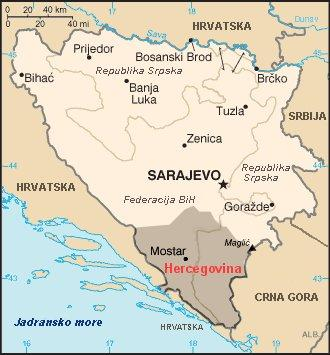
Fronteiras aproximadas entre a Bósnia (clara) e a Herzegovina (escura)

A Herzegovina ou Herzegóvina (em bósnio,  croata e sérvio Hercegovina, no alfabeto cirílico Херцеговина) é uma região histórica e geográfica dos Bálcãs ocidentais que junto com a Bósnia constitui a Bósnia e Herzegovina. A Herzegovina fica no sudeste do país Bósnia e Herzegovina, nos Alpes Dináricos, junto à fronteira com a Croácia e com Montenegro. A área da Herzegovina é de algo entre 9.948 km² e 10.190 km², segundo diferentes fontes.
A Herzegovina nunca obteve autonomia, permanecendo sempre como região da Bósnia ou do estado que a subjugasse. No entanto, devido a acordos políticos do século XIX, decidiu-se que a região da Herzegovina deveria sempre ser mencionada no nome da Bósnia, o que deu origem ao nome "Bósnia e Herzegovina" (Bosna i Hercegovina).
No censo de 1991, a população da Herzegovina foi quantificada em 437.095 habitantes. A composição étnica da população era a seguinte: 206.457 eram croatas (47,2%), 112.948 bósnios (25,8%), 93.047 sérvios (21,3%), 18.494 iugoslavos (4,2%) e 6.149 foram registrados como 'outros' (1,4%).
No censo de 2013, a população da Herzegovina foi quantificada em croatas (55.56%), bósnios (22,69%), sérvios (20.21%).
O terreno da Herzegovina é montanhoso, cárstico, exceto pelo vale central do rio Neretva. A maior cidade é Mostar, no centro. Outras cidades grandes são Trebinje, Konjic e Čapljina. Existe ainda a região de Međugorje que, presentemente, tem sido alvo da atenção mundial devido às alegadas aparições da Virgem Maria. As fronteiras precisas com a Bósnia são tema de controvérsia e geralmente consideradas incertas.

## Galeria

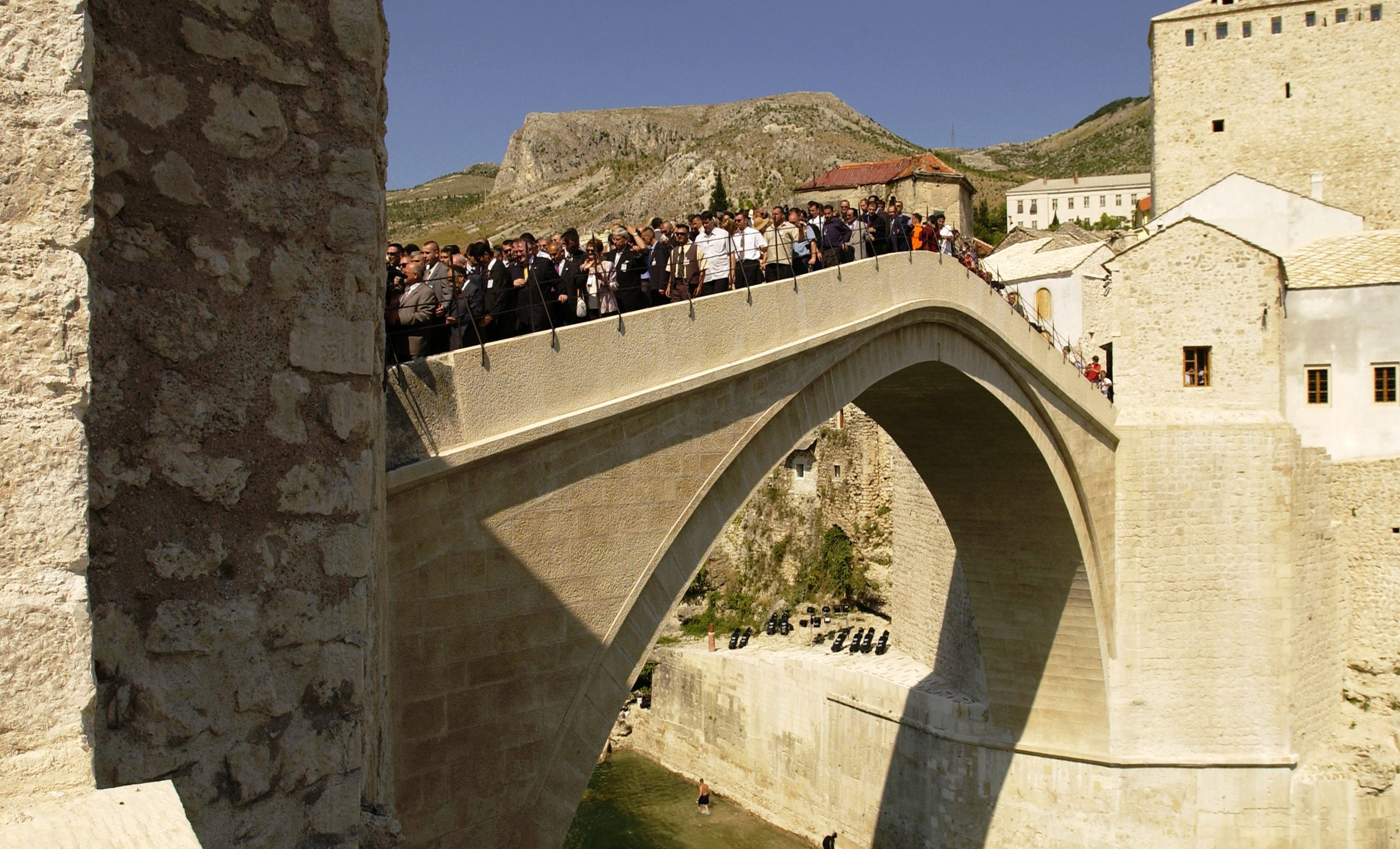
A "Ponte Velha" ("Stari most") em Mostar, reconstruída em 2004.
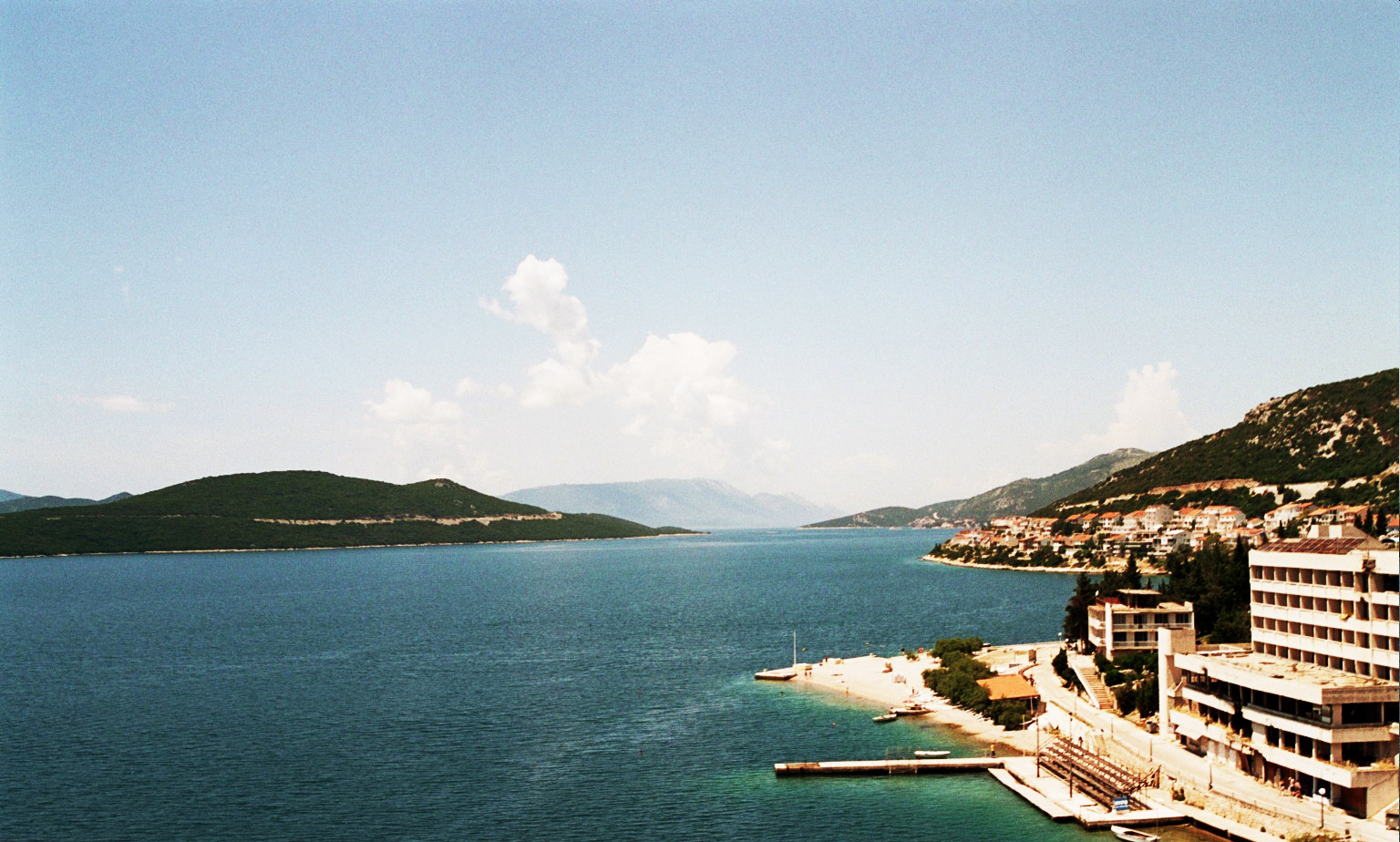
Neum e o litoral herzegovino.
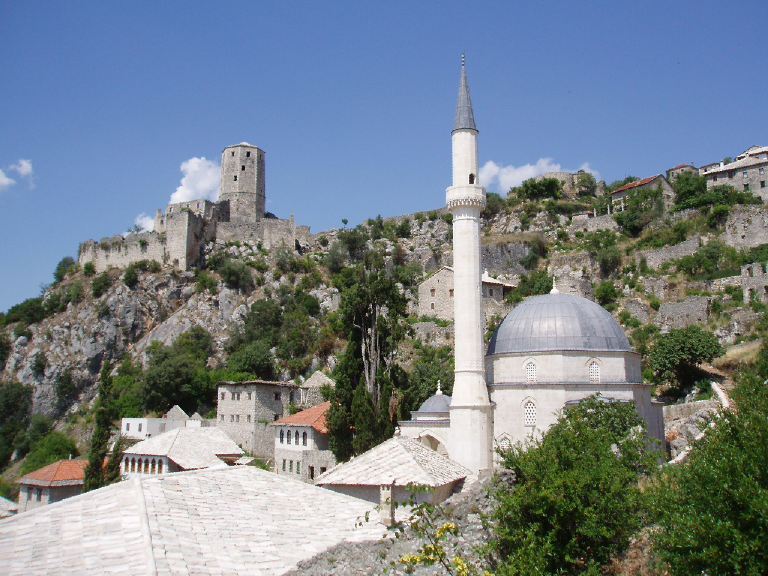
Počitelj, cidade velha
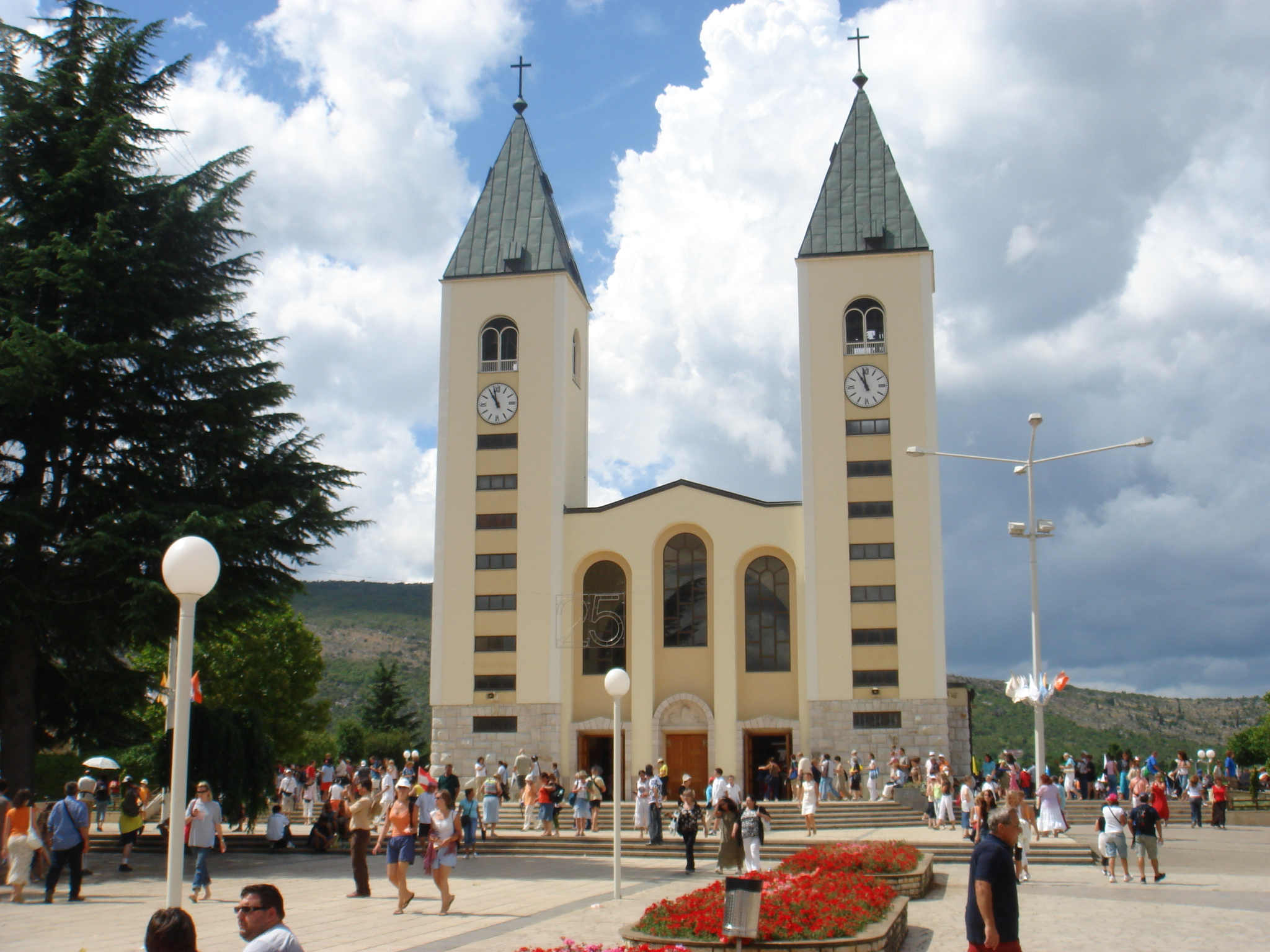
Međugorje
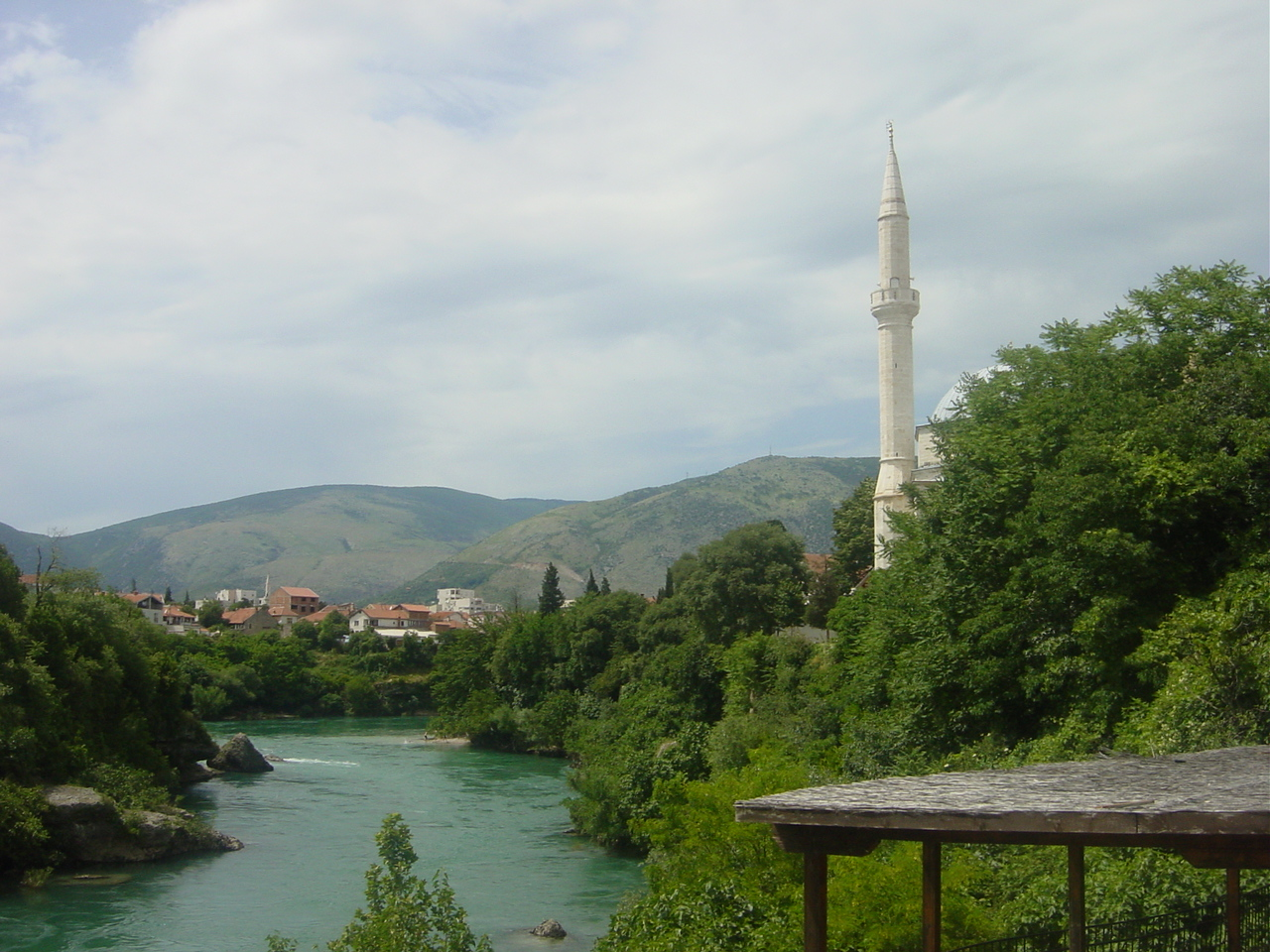
Rio Neretva em Mostar, 2004